# Mesolecanium inflatum
Mesolecanium inflatum är en insektsart som beskrevs av Hempel 1904. Mesolecanium inflatum ingår i släktet Mesolecanium och familjen skålsköldlöss. Inga underarter finns listade i Catalogue of Life.